# Catherine de Grèce
Vous lisez un « bon article » labellisé en 2009.
Catherine (ou Katherine) de Grèce (en grec moderne : Αικατερίνη της Ελλάδας / Ekateríni tis Elládas), princesse de Grèce et de Danemark et, après son mariage, lady Brandram, est née le 4 mai 1913 au palais royal d'Athènes et décédée le 2 octobre 2007, à Marlow, au Royaume-Uni. Fille cadette du roi Constantin Ier, elle est un membre de la famille royale de Grèce.
La vie de la princesse Catherine est marquée par les rigueurs de la guerre et de l’exil. Le premier conflit mondial et la guerre gréco-turque de 1919-1922 aboutissent, en effet, au départ du roi Constantin Ier et de sa famille de Grèce et la petite Catherine doit quitter deux fois son pays avant d’avoir 10 ans.
L’adolescence de la princesse se déroule donc en dehors de son pays natal : en Italie, où sa famille a trouvé refuge, et au Royaume-Uni, où la jeune fille effectue ses études. Devenue orpheline de père en 1923 et de mère en 1932, elle se rapproche de ses frères et sœurs, avec lesquels elle vit successivement jusqu’à son mariage. Ainsi, lorsque la monarchie est restaurée à Athènes en 1935, Catherine s’installe auprès de son frère, le roi Georges II, et reprend, avec sa sœur Irène, le rôle d’hôtesse de la monarchie qu’a délaissé l’ex-reine Élisabeth en divorçant.
Avec la Seconde Guerre mondiale, la princesse s’investit dans le secours aux soldats blessés et s’engage comme infirmière volontaire. Mais l’avancée des troupes de l’Axe en Grèce oblige la famille royale à reprendre le chemin de l’exil. Catherine part alors vivre en Égypte et en Afrique du Sud, où elle continue son travail d’infirmière en même temps qu’elle soutient sa belle-sœur, la princesse Frederika de Hanovre.
En 1946, Catherine décide de rejoindre son frère, le roi Georges II, en Angleterre. Pendant son voyage, elle rencontre le major britannique Richard Brandram et, très vite, les deux jeunes gens tombent amoureux. Le couple se marie en 1947, peu après la restauration de la monarchie en Grèce. Après un court séjour en Irak, Catherine et Richard s’installent au Royaume-Uni. Dans ce pays, la princesse, désormais connue sous le nom de lady Catherine Brandram, mène une vie discrète et modeste, seulement ponctuée par quelques apparitions officielles lors des grands événements touchant à la vie des familles royales auxquelles elle est apparentée.
Catherine meurt en 2007, cinq ans après la fin d’une bataille juridique qu’elle a menée avec son neveu, l’ex-roi Constantin II, et sa nièce, la princesse Irène, contre la République hellénique et qui lui a valu d’être dédommagée de 300 000 euros à la suite de la confiscation de ses biens (et de ceux des autres membres de l'ancienne famille royale) par la Grèce en 1994.

## Famille

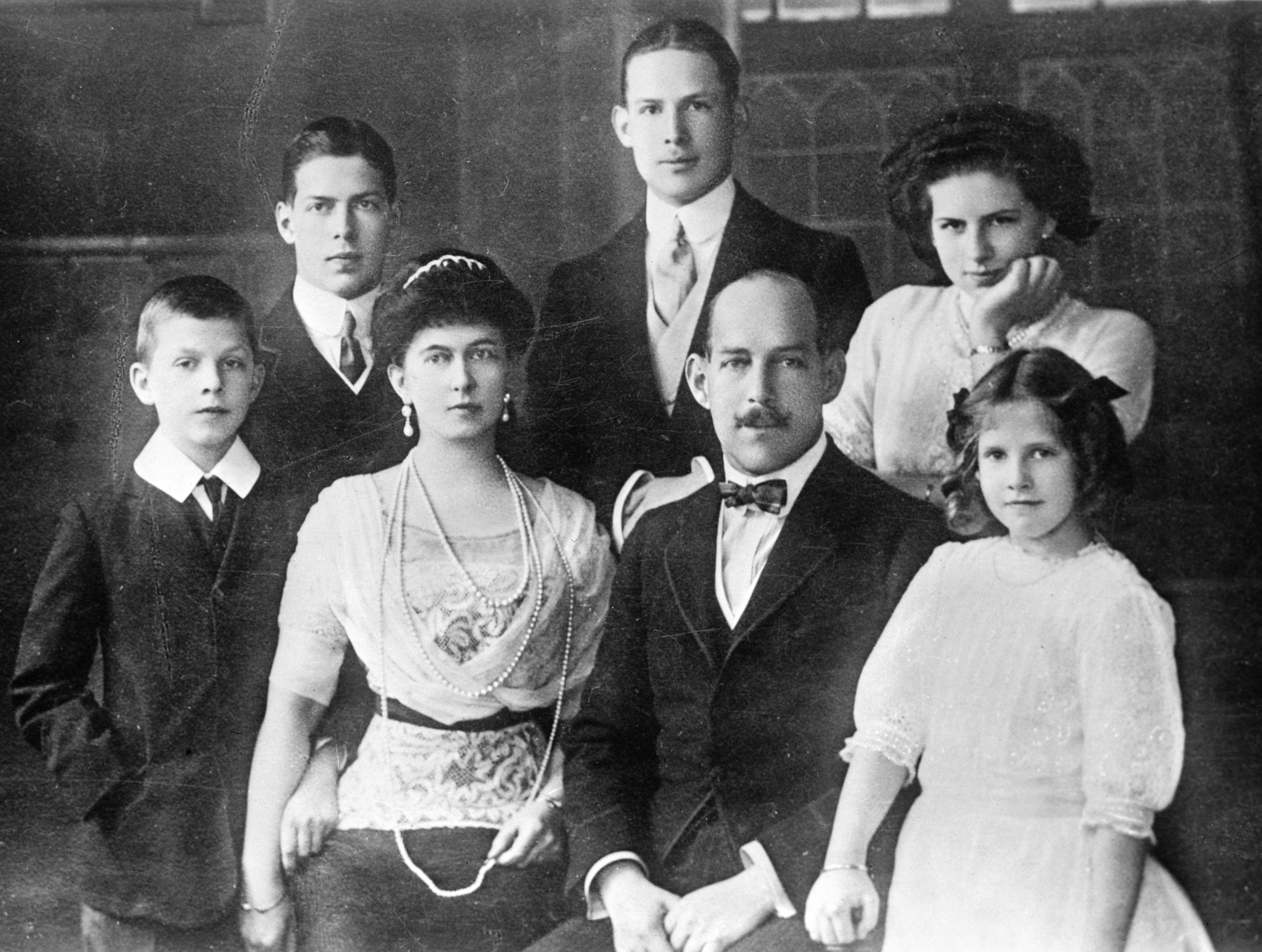
La famille de Catherine vers 1914. Au centre, on peut voir la reine Sophie et le roi de Grèce avec, autour d'eux, les futurs rois Paul Ier, Alexandre Ier et Georges II de Grèce ainsi que les futures reines Hélène de Roumanie et Irène de Croatie.

Catherine est le dernier enfant du roi Constantin Ier de Grèce (1868-1923) et de son épouse la princesse Sophie de Prusse (1870-1932), elle-même fille de l’empereur allemand Frédéric III (1831-1888) et de sa femme la princesse Victoria du Royaume-Uni (1840-1901).
Catherine a donc la particularité généalogique d'être à la fois l'arrière-petite-fille du roi Christian IX de Danemark (1818-1906), surnommé le « beau-père de l'Europe », et celle de la reine Victoria du Royaume-Uni (1819-1901), surnommée la « grand-mère de l'Europe ».
Catherine est donc particulièrement connectée à l'Europe des rois. Sœur de trois monarques (Georges II, Alexandre Ier et Paul Ier, tous souverains de Grèce) et de deux reines (Hélène de Roumanie et Irène de Croatie), elle est également la tante de deux autres rois (Michel Ier de Roumanie et Constantin II de Grèce) ainsi que de deux autres reines (Sophie d'Espagne et Alexandra de Yougoslavie). Finalement, Catherine est aussi la cousine germaine du duc d'Édimbourg et une cousine plus éloignée de la plupart des autres souverains européens.
Le 21 avril 1947, Catherine épouse, au palais royal d’Athènes, le major britannique Richard Brandram (1911-1994). D’origine roturière, celui-ci est le fils de Richard Andrew Brandram et de son épouse Maud Campbell Blaker.
Du mariage de Catherine et de Richard naît un fils :
- Paul Brandram (1948-2020), qui épouse, en 1975, Jennifer Diane Steele (1951), avant de divorcer et de se remarier, en 2009, à Kate Warhurst (née Moreton) :
  - Sophie Brandram (1981) ;
  - Nicholas Brandram (1982) ;
  - Alexia Brandram (1985).

## Biographie

### Naissance et baptême

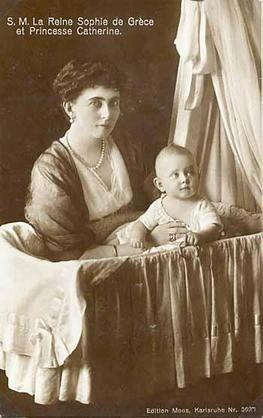
La reine Sophie de Grèce avec sa dernière fille.

Lorsque la princesse Sophie de Prusse tombe enceinte de sa dernière fille, fin 1912, elle a déjà cinq enfants avec l’héritier du trône hellène et ses aînés, Georges et Alexandre, sont majeurs depuis quelques années. Surtout, le couple princier est moins proche qu’auparavant et le diadoque entretient une liaison, acceptée par Sophie, avec une aristocrate allemande, la comtesse Paola d'Ostheim. L’arrivée d’un nouvel enfant au sein de la famille n’est donc pas sans soulever des questions et la rumeur veut que le bébé soit le fruit d’une liaison de la princesse héritière avec un autre homme que son époux. Mais, vrais ou non, les bruits qui courent n'affectent pas le prince Constantin qui reconnaît sans difficulté sa paternité.
La naissance de Catherine, le 4 mai 1913, se produit dans un contexte troublé. Le 18 mars, le roi Georges Ier de Grèce, grand-père de l'enfant, a été assassiné à Thessalonique, peu après que le royaume hellène a occupé la ville à l'occasion de la Première Guerre balkanique. Lorsque la princesse voit le jour, ses parents sont donc les nouveaux souverains grecs et la petite fille a, par conséquent, la particularité d’être la seule enfant du couple royal à être porphyrogénète. Une fois la paix revenue et en dépit de ses victoires face à l'Empire ottoman, la Grèce doit faire face à l'opposition de certains de ses alliés dans la question de la répartition des territoires conquis comme la Bulgarie qui lui dispute la possession de Thessalonique. Par ailleurs, l'Italie s'oppose à elle au Dodécanèse et en Épire. Peu après la signature du traité de paix entre les royaumes balkaniques et la Sublime Porte, éclate donc la Deuxième Guerre balkanique, qui oppose, cette fois, la Grèce et ses alliés à la Bulgarie. Rapidement, ce second conflit se solde par une nouvelle victoire hellène et la Grèce ressort du conflit considérablement agrandie.
Une fois la paix rétablie, la famille royale organise le baptême de la princesse Catherine. Afin de souligner les liens unissant le roi Constantin, commandant en chef lors des conflits qui viennent tout juste de prendre fin, et l’armée grecque, l'enfant reçoit pour parrains l’ensemble des membres de l’armée de terre et de la marine de son pays. Il s'agit là d'un événement particulièrement symbolique puisque, dans la religion orthodoxe, le lien entre un filleul et son parrain est considéré comme plus fort que les liens du sang.

### Petite enfance
Si l’époque à laquelle se produit la naissance de Catherine est difficile, celle où elle grandit l'est bien plus encore. De fait, la petite enfance de la princesse est profondément marquée par la Première Guerre mondiale et l’attitude menaçante des gouvernements de l’Entente envers ses parents. La reine Sophie étant la sœur du Kaiser Guillaume II d’Allemagne, le roi des Hellènes est accusé par la France et ses alliés de mener une politique trop germanophile. En 1915, le Premier ministre Elefthérios Venizélos, quant à lui favorable à l’Entente, autorise celle-ci à occuper la région de Thessalonique pour apporter son aide à la Serbie, alliée de la Grèce. Cependant, les Alliés ne tardent pas à offrir leur soutien à un gouvernement grec parallèle dirigé depuis Thessalonique par Venizélos. Le royaume hellène connaît alors le Schisme national et l’opposition entre monarchistes et vénizélistes devient si grande que des combats entre les deux forces se produisent.

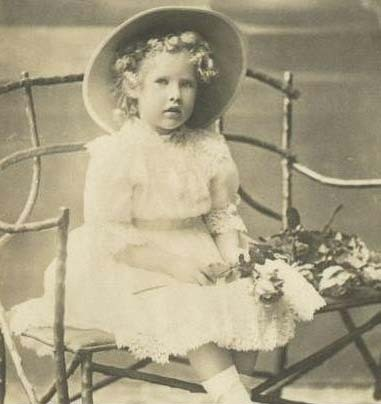
La princesse Catherine en 1917.

Dans ce contexte difficile, la vie des membres de la famille royale est plusieurs fois menacée. Ainsi, le 14 juillet 1916, un incendie criminel, probablement organisé par des agents de la France, éclate dans le domaine royal de Tatoï alors que Catherine et sa famille s’y trouvent. L’événement, qui détruit une bonne partie du palais et cause la mort de seize (ou dix-huit, selon les sources) domestiques et soldats au service de Constantin Ier, manque de tuer plusieurs membres de la famille royale. Pour sauver sa vie et celle de sa plus jeune fille, la reine Sophie fuit ainsi, dans les bois, pendant plus de deux kilomètres avec la petite Catherine dans les bras. De cette course effrénée, la mère et l’enfant ressortent légèrement brûlées mais saines et sauves,.
Quelques mois plus tard, le 1er décembre 1916, la vie de la famille royale est une nouvelle fois menacée par l’Entente. À la suite d’une échauffourée entre des réservistes grecs et des troupes franco-britanniques venues chercher des armes promises par le roi à l’Entente, la flotte alliée bombarde en effet Athènes et le palais royal. Aucun membre de la famille royale n’est blessé mais la reine et ses enfants sont obligés de se cacher dans les caves du palais durant deux heures afin de se protéger des explosions.

### Premier exil

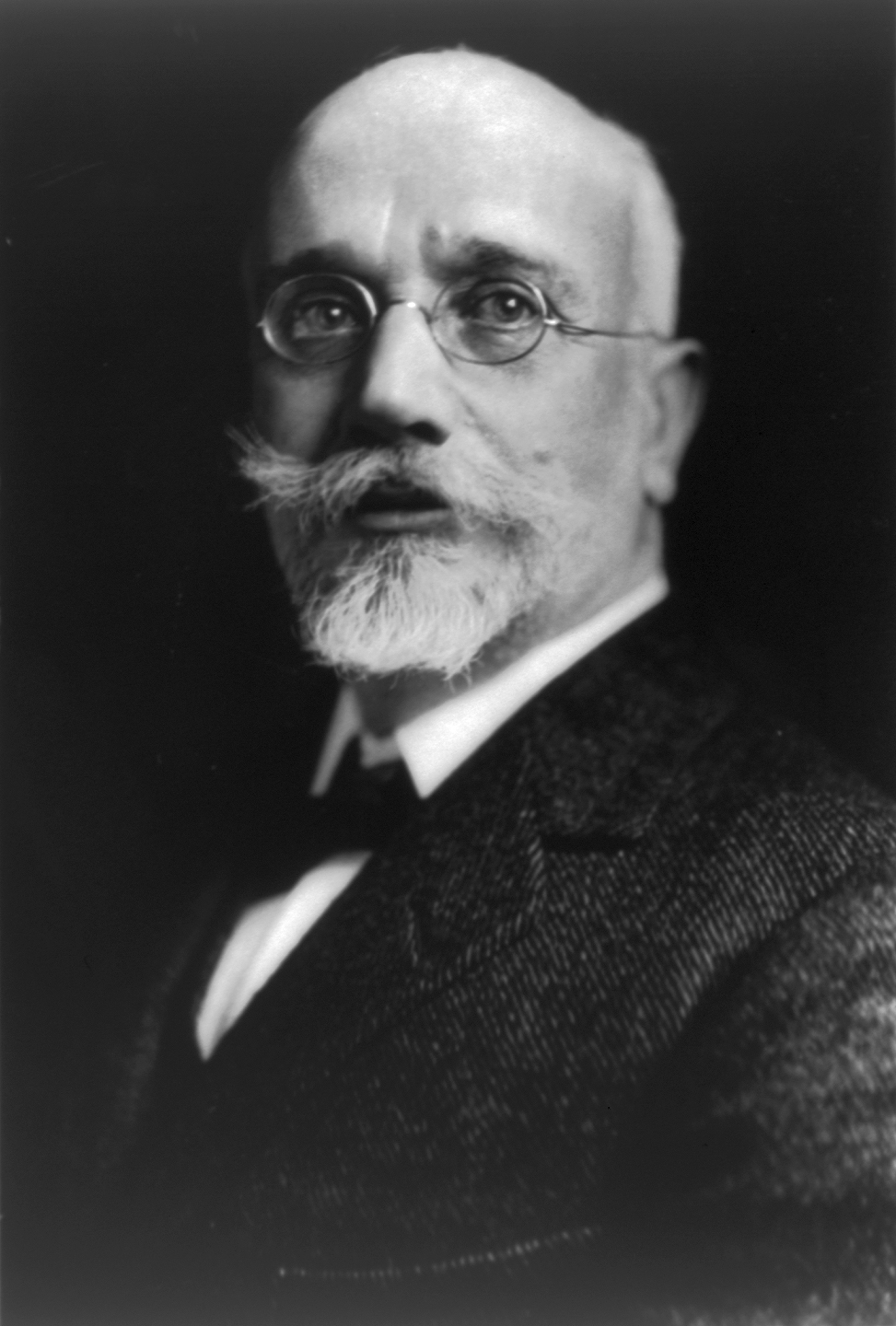
Elefthérios Venizélos, l'ennemi farouche de la famille royale grecque.

Avec les révolutions russes de 1917 et la déposition du tsar Nicolas II, Constantin Ier et la famille royale perdent leur dernier soutien au sein de l’Entente. Ainsi, le 10 juin 1917, Charles Jonnart, le Haut-commissaire allié en Grèce, exige du gouvernement hellène l'abdication du roi et son remplacement par un autre prince que le diadoque Georges, considéré comme trop germanophile. Sous la menace d'un débarquement de 100 000 soldats au Pirée, le souverain abandonne donc sa couronne en faveur de son deuxième fils, le prince Alexandre.
Le 11 juin, Catherine et sa famille fuient, en secret, le palais d’Athènes, encerclé par une foule loyaliste qui refuse de voir partir Constantin, et gagnent Tatoï. Le lendemain, la famille royale quitte la Grèce, par Oropos, et prend le chemin de l'exil. Catherine a alors 4 ans et c’est la dernière fois qu’elle voit son frère Alexandre, qui est désormais le nouveau roi. De fait, Elefthérios Venizélos, dès qu'il assume le pouvoir sur l'intégralité du pays, interdit tout contact entre Alexandre Ier et sa famille.
Après avoir traversé la mer Ionienne et l’Italie, Catherine, ses parents et ses frères et sœurs s'installent en Suisse alémanique, d’abord à Saint-Moritz, puis à Zurich. Dans leur exil, ils sont bientôt suivis par la quasi-totalité de la famille royale, qui quitte peu à peu la Grèce qui entre en guerre aux côtés de l’Entente. Or, la situation financière de Constantin et de Sophie n’est pas des plus brillantes et le roi, marqué par un profond sentiment d’échec, ne tarde pas à tomber malade. En 1918, il contracte ainsi la grippe espagnole et échappe de peu à la mort.
Durant sa convalescence, le monarque passe beaucoup de temps avec Catherine et ses frères et sœurs. Avec eux, il lit Rudyard Kipling et, en particulier, le poème If, qu’il adore. Les enfants sont très proches de leur père et ils font tout leur possible pour lui faire oublier les affres de l’exil.

### Retour en Grèce

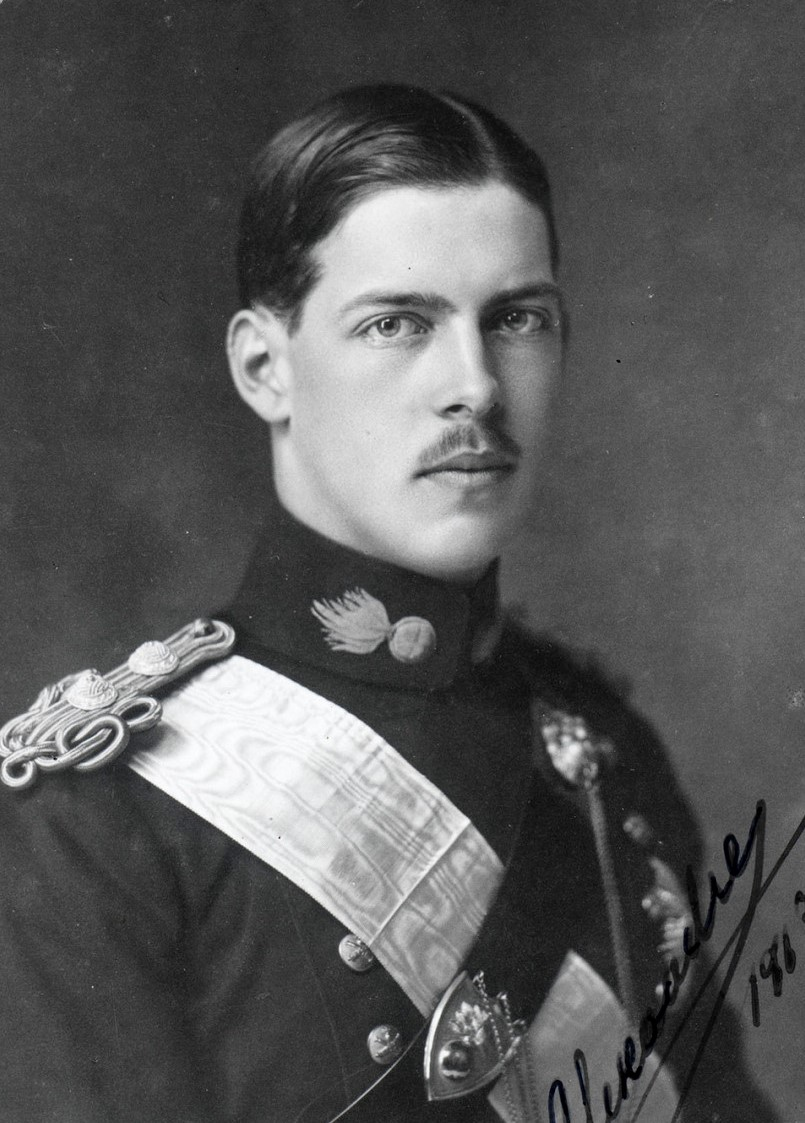
Le roi Alexandre Ier, frère de la princesse Catherine.

Le 25 octobre 1920, la mort inattendue, à Athènes, du jeune Alexandre Ier, atteint de septicémie après une morsure de singe, provoque une crise institutionnelle dans le royaume hellène. Déjà tendue, la situation s’aggrave avec la prolongation de la guerre gréco-turque de 1919-1922. Aux élections législatives de novembre, les vénizélistes sont battus et leur chef choisit de partir en exil à Paris après avoir confié la régence à la reine douairière Olga. Finalement, la tenue d’un référendum contesté, où 99 % des participants votent en faveur du retour de Constantin, permet à Catherine et à la famille royale de revenir en Grèce,.
Le retour des souverains et de leurs enfants dans la capitale hellène se fait dans la liesse populaire. Pourtant, le bonheur est de courte durée pour Catherine et sa famille. D’abord parce qu’après la mort d’Alexandre, les enfants de Constantin et de Sophie se dispersent : en 1921, le diadoque Georges s’unit à la princesse Élisabeth de Roumanie tandis que sa sœur Hélène épouse le frère de celle-ci, le prince héritier Carol, et part vivre dans le pays de son mari. Surtout, la scène politique hellène est empoisonnée par la guerre et, avec la défaite face aux forces de Mustapha Kemal, un coup d’État militaire oblige Constantin Ier à quitter à nouveau le pouvoir, cette fois-ci au profit de son fils aîné,.

### Deuxième exil

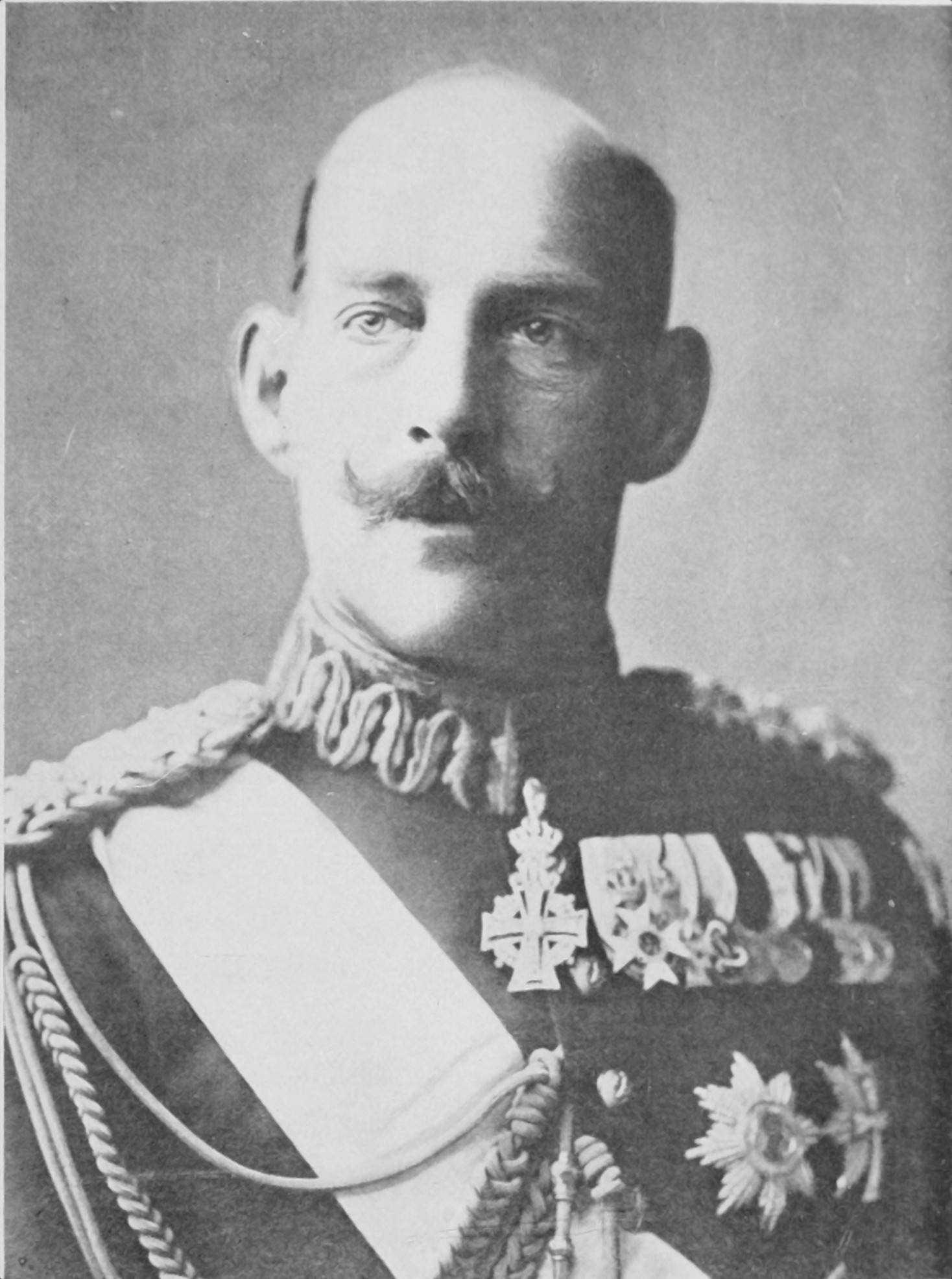
Le roi de Grèce, père de Catherine.

Le 30 octobre 1922, Catherine, ses parents et sa sœur Irène quittent une nouvelle fois leur pays. Exilés, ils sont accueillis par le gouvernement italien et s’installent à la Villa Igiea de Palerme, en Sicile. Rapidement, le roi, déjà atteint d'artériosclérose, tombe dans une grave dépression et il passe des heures, le regard dans le vide. Ses filles cadettes et son épouse font de grands efforts pour lui faire retrouver le sourire mais il meurt d'une hémorragie cérébrale, le 11 janvier 1923,.
Après le décès de son père, Catherine déménage près de Florence, à la villa Bobolina de Fiesole, avec sa sœur Irène et la reine Sophie,. Dans la capitale toscane, la petite fille, dont l’éducation est supervisée par une gouvernante anglaise, Miss Edwards, depuis 1920, s’initie à l’art de la peinture, qu'elle parvient à maîtriser assez bien.
En 1924, la Deuxième République est proclamée à Athènes et Georges II et les derniers membres de la famille royale encore présents en Grèce doivent quitter le pays. Les Oldenbourg sont alors déchus de leur nationalité grecque et, comme tous ses parents, la jeune Catherine reçoit de son oncle, le roi Christian X de Danemark, un passeport danois.
Peu de temps après, la reine Sophie demande à son cousin le roi George V du Royaume-Uni l’autorisation d’envoyer Catherine en pensionnat dans un collège de Broadstairs afin que la jeune fille y suive des cours d’été. Le souverain accepte et la jeune fille étudie également, par la suite, dans le prestigieux collège de North Foreland Lodge. Une fois ses études terminées, la princesse revient vivre en Italie, auprès de sa mère et de sa sœur Irène,,. En 1930, les trois femmes sont par ailleurs rejointes par la reine Hélène de Roumanie, qui quitte Bucarest après la restauration de son ex-mari sur le trône.

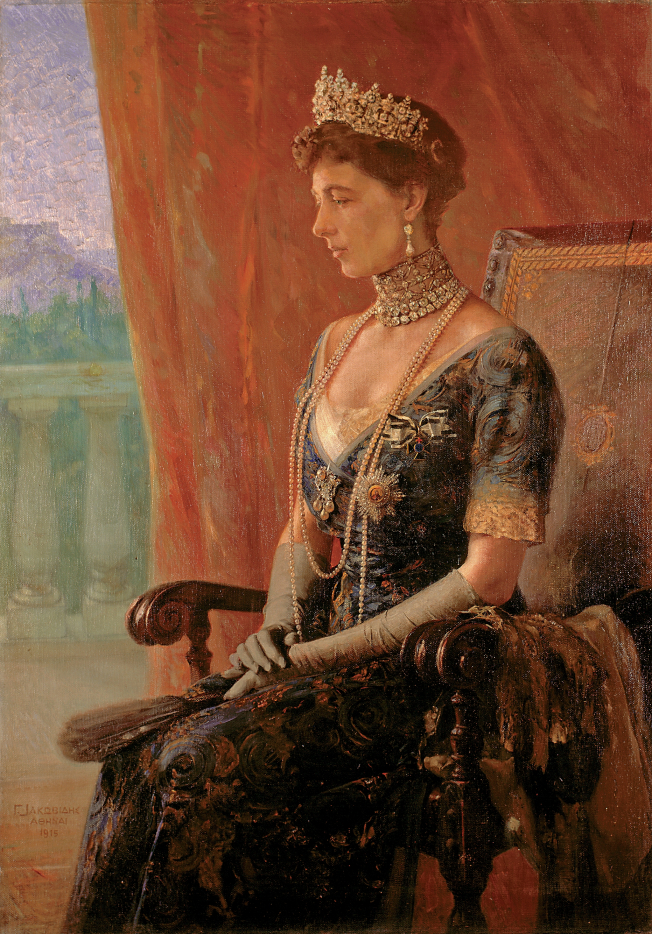
La reine Sophie de Grèce, mère de Catherine.

En janvier 1932, Catherine n'a pas encore 19 ans et sa mère, la reine Sophie, meurt d'un cancer généralisé, en Allemagne. La reine Hélène rachète donc la villa de sa mère et les princesses Catherine et Irène restent vivre auprès d'elle. Leur vie est quelque-peu retirée mais les trois jeunes femmes fréquentent régulièrement la famille royale italienne, qui s’est toujours montrée accueillante vis-à-vis des Oldenbourg durant leur exil. En tant que princesses grecques, elles sont également invitées à plusieurs autres moments forts de la vie du gotha européen. En 1934, Catherine est ainsi témoin, en compagnie de sa sœur Irène et de la future reine Élisabeth II du Royaume-Uni, lors du mariage de sa cousine, la princesse Marina de Grèce, avec le duc de Kent.
Les trois princesses grecques se servent d’ailleurs de leurs relations pour chercher une épouse à leur frère, le prince Paul, âgé de 34 ans et toujours célibataire. En 1935, elles profitent ainsi de la présence, à Florence, de leur cousine, la princesse Frederika de Hanovre, pour mettre la jeune fille en relation avec l’héritier du trône de Grèce. Leur stratagème est efficace puisque Frederika tombe rapidement amoureuse du diadoque. Cependant, les parents de la jeune fille sont réticents vis-à-vis d’une telle relation et c’est seulement en 1937 que Paul et Frederika se fiancent.
En 1935, âgée de 22 ans, Catherine réalise un voyage autour du monde qui la mène, notamment, à Hollywood. Dans cette ville, plusieurs agents publicitaires tentent de la convaincre de poser pour eux pour des photos et celle-ci finit par quitter les États-Unis et revenir en Italie afin d’échapper à leurs demandes pressantes.

### Restauration de la monarchie

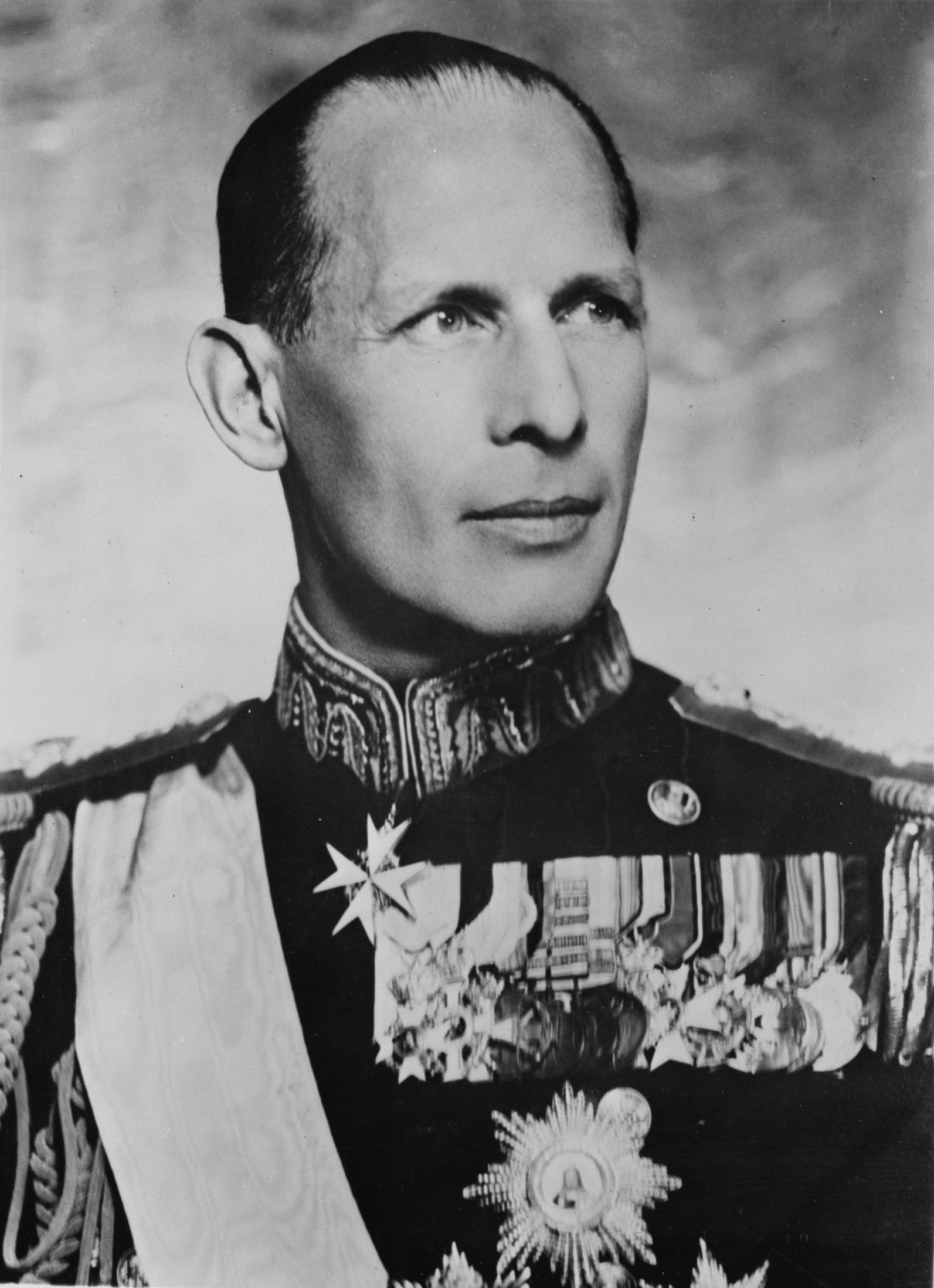
Le roi Georges II de Grèce, frère aîné de la princesse Catherine.

Quelques mois après le retour de Catherine en Europe, en novembre 1935, un référendum, organisé par le général Geórgios Kondýlis, rétablit la monarchie en Grèce et le roi Georges II est restauré sur le trône. Immédiatement, le prince Paul accompagne son frère à Athènes tandis que leurs sœurs Irène et Catherine les rejoignent un peu plus tard. Les deux jeunes femmes s’installent alors au palais royal avec leur frère aîné : le souverain étant divorcé de la reine Élisabeth depuis juillet 1935, les princesses doivent en effet jouer le rôle d’hôtesses de la monarchie.
Dans la capitale hellénique, Catherine s’occupe d’œuvres sociales et passe beaucoup de temps avec sa famille. Après 1938 et le mariage du diadoque Paul avec Frederika de Hanovre, elle se rapproche de son plus jeune frère et de sa belle-sœur. La relation privilégiée que la princesse noue alors avec le couple se poursuit pendant la Seconde Guerre mondiale et Catherine tient une place importante dans la vie de ses neveux. 
En 1939, la princesse a en revanche la tristesse de voir sa sœur Irène quitter la Grèce pour retourner en Italie et y épouser le prince Aymon de Savoie-Aoste. Pour Catherine et sa famille, la séparation est d’autant plus difficile que les relations entre Rome et Athènes sont de plus en plus tendues et qu'une guerre semble s'annoncer,.

### Seconde Guerre mondiale

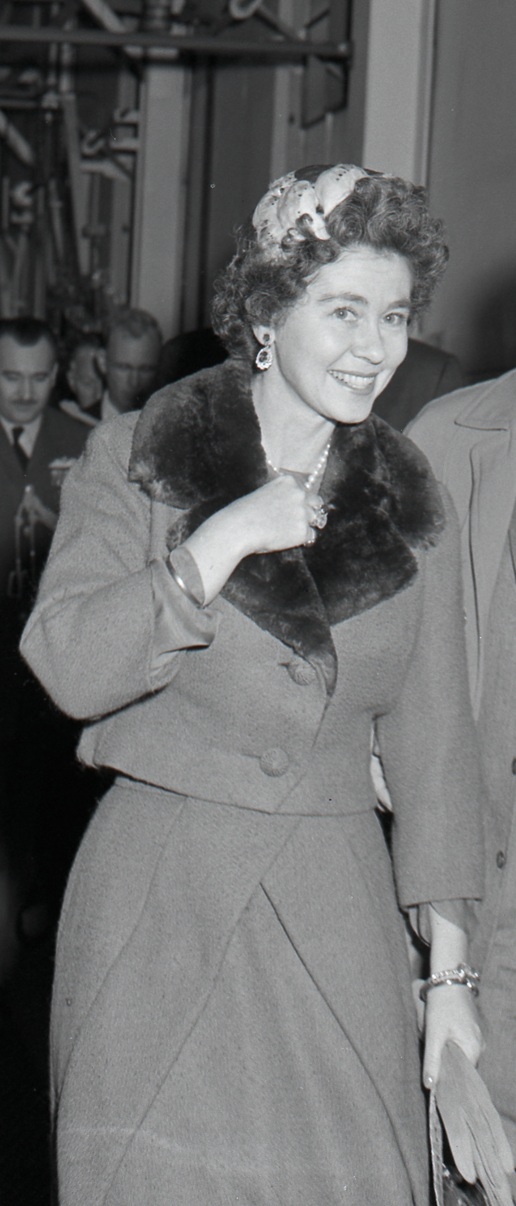
La princesse Frederika de Hanovre, belle-sœur et amie de la princesse Catherine.

Le 28 octobre 1940, éclate la guerre italo-grecque et le royaume hellène se retrouve mêlé à la Seconde Guerre mondiale. Dès le début du conflit, la princesse Catherine rejoint le corps des Infirmières volontaires de la Croix-Rouge et s’engage dans le soutien aux soldats blessés, tâche qui l’affecte beaucoup.
Les premiers moments de la guerre sont très favorables à la Grèce, qui parvient à repousser rapidement les troupes italiennes et même à envahir une partie du territoire albanais, alors sous protectorat italien. Malgré tout, le pays est épuisé par le conflit et la déclaration de guerre du Troisième Reich, le 6 avril 1941, renverse la situation. De fait, l’avancée des troupes allemandes en Grèce continentale à partir du 9 avril fait rapidement reculer l’armée hellène. Après quelques semaines de combats, les Allemands sont devant Athènes et la famille royale doit se résoudre à fuir.
Le 22 avril, la princesse Catherine embarque pour la Crète à bord d’un hydravion britannique avec son oncle et sa tante, Georges de Grèce et Marie Bonaparte, ses belles-sœurs Frederika de Hanovre et Aspasía Mános et ses neveux Constantin, Sophie et Alexandra,. Le lendemain, la famille est rejointe par le roi Georges II et par le diadoque Paul. Mais la bataille de Crète rend la situation des Oldenbourg très difficile et Catherine et sa famille fuient en Égypte le 30 avril, quinze jours avant l'attaque lancée par les parachutistes allemands contre l'île,,.
À Alexandrie, les membres de la famille royale sont accueillis par la diaspora grecque, qui loge les réfugiés dans ses maisons et leur distribue de l’argent et des vêtements. Cependant, le gouvernement égyptien, qui est fortement italophile, se montre peu empressé d’accueillir sur son territoire des ennemis d’Hitler et de Mussolini. Le 27 juin, Catherine, Georges, Marie, Frederika et les enfants de celle-ci quittent donc le pays pour l’Afrique du Sud, qui a officiellement invité la famille royale à se réfugier sur son territoire. Le roi et le diadoque choisissent, quant à eux, de se rendre à Londres avec le gouvernement grec en exil afin d’y continuer la guerre contre les forces de l’Axe,. De la même façon, les princesses Aspasía et Alexandra optent pour le Royaume-Uni.
Catherine et sa parentèle arrivent au Cap le 8 juillet 1941, après deux semaines de voyage à bord du navire hollandais Nieuw Amsterdam. Dans le dominion britannique, la famille retrouve la princesse Eugénie de Grèce, son époux et leur fille, qui ont quitté la France pendant la débâcle.
Désireuse de participer à l'effort de guerre, Catherine reprend, peu après son arrivée, son travail d’infirmière. Elle s’engage ainsi à l’hôpital Saint Dunstan du Cap, avec sa cousine Eugénie, et s’occupe particulièrement de soldats atteints de cécité. La princesse soutient également sa belle-sœur Frederika, qui est alors enceinte de son troisième enfant.

### Entre instabilité politique et fiançailles

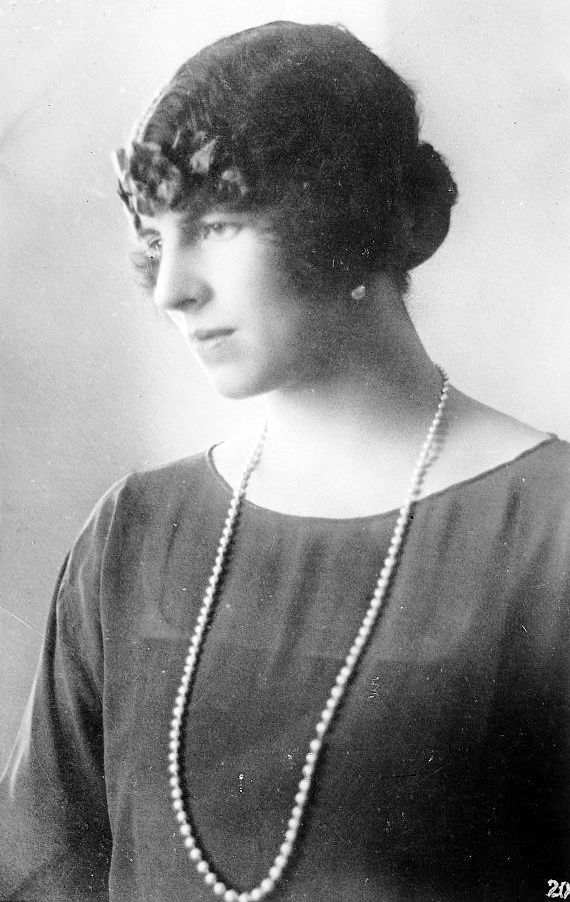
La reine Hélène de Roumanie, sœur aînée de la princesse Catherine. Pendant la guerre, la souveraine a été presque totalement coupée du reste de la famille royale de Grèce.

Alors que la famille royale tente de poursuivre en exil son combat contre les forces de l’Axe, en Grèce même, l’occupation provoque l’apparition de plusieurs mouvements de résistance, dont le plus important est l’Armée populaire de libération nationale (ou ELAS). Dominée par le Parti communiste grec, cette organisation dirige la guérilla contre les troupes étrangères et parvient à libérer seule certaines régions du pays, comme la Macédoine occidentale. Avec le reflux des armées de l’Axe, l’ELAS s’impose sur la scène politique hellénique et cesse, à l’été 1944, de reconnaître le gouvernement en exil dirigé par Georges II. Après avoir tenté de réagir en nommant un gouvernement de coalition ayant à sa tête le vénizéliste Georges Papandréou, le roi doit accepter, sous les pressions de Churchill et d’Eden, la mise en place d’une régence sous la direction du métropolite républicain Damaskinos. Désespéré et convaincu que les portes de son pays lui sont désormais fermées, le roi achète une résidence au Royaume-Uni et se prépare à une nouvelle vie d’exilé.
Malgré ces difficultés politiques, les princes de Grèce organisent peu à peu leur départ d’Afrique australe. Catherine, Frederika et les enfants de celle-ci retrouvent ainsi le diadoque Paul en Égypte en janvier-mars 1944 tandis que le prince Georges de Grèce et son épouse gagnent l’Angleterre en octobre de la même année. Le contact est par ailleurs repris avec les membres de la famille royale restés longtemps isolés par la guerre, comme la reine-mère Hélène de Roumanie.
En mai 1946, Catherine quitte finalement Alexandrie et embarque à bord du navire Ascania pour rejoindre son frère, le roi Georges II, à Londres. Durant le trajet, la princesse fait la connaissance du major britannique Richard Brandram, alors en permission. Sur le bateau, les deux jeunes gens ne tardent pas à tomber amoureux et ils se fiancent secrètement trois semaines après leur arrivée au Royaume-Uni. Malgré son caractère inégal, l’union est pleinement acceptée par la famille royale mais le souverain demande à sa sœur de garder son projet de mariage secret en attendant que la situation politique grecque se normalise. Les élections législatives du 31 mars 1946 ont, en effet, donné la majorité aux députés monarchistes et un référendum institutionnel est programmé pour le 1er septembre. Cependant, la Grèce continue à être profondément divisée et la guerre civile frappe le nord du pays.
La consultation populaire du 1er septembre est une grande victoire pour la famille royale puisque 69 % des votants se prononcent en faveur de la restauration. Georges II et les siens rentrent donc progressivement en Grèce mais ils retrouvent un pays dévasté par la guerre civile et les luttes contre l'occupant. À Athènes, Catherine se réinstalle avec son frère au palais royal et reprend, pour quelque temps, son rôle d'hôtesse de la monarchie.

### Mariage et installation au Royaume-Uni

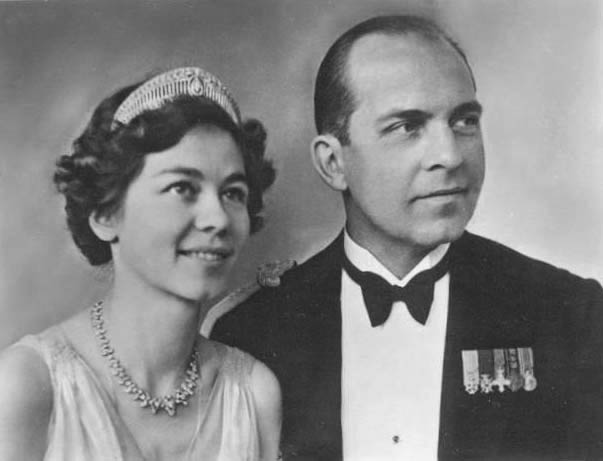
Le roi Paul Ier de Grèce et son épouse Frederika de Hanovre (1938).

En février 1947, Georges II annonce finalement le mariage prochain de sa sœur et précise que l’événement lui procure une « satisfaction particulière ». La cérémonie est prévue pour le mois d'avril et c'est le souverain lui-même qui doit conduire la princesse à l'autel. Cependant, le roi décède d'artériosclérose vingt jours avant la date de l’union,. Le mariage n'est pas pour autant repoussé mais il se déroule dans le deuil,.
Le 21 avril, Catherine épouse donc le major Richard Brandram au cours de deux cérémonies, l’une anglicane et l’autre orthodoxe. L’union, qui revêt un caractère privé, se déroule dans la salle de bal du palais royal et c'est le nouveau monarque, Paul Ier, qui est le témoin de la princesse. Catherine ayant reçu pour parrains l’ensemble des membres de l’armée de terre et de la marine grecques, elle reçoit, entre autres cadeaux de mariage, la somme de 10 000 livres sterling de la part de l’armée ainsi qu’un chèque de 4 000 livres et un bracelet de diamants de la part de la gendarmerie royale.
Après une lune de miel passée dans la villa du colonel Dimitrios Levidis, ancien aide de camp de Georges II, Catherine et son époux s’installent à Bagdad, en Irak, où Richard est attaché à l'ambassade britannique. Le couple retourne ensuite vivre au Royaume-Uni, d'abord dans le quartier londonien de Belgravia puis dans la ville de Marlow.
Afin de résoudre la question du titre et du rang de la princesse, le roi George VI du Royaume-Uni lui octroie, en juillet 1947, le titre de lady Brandram et lui donne le statut de fille de duc dans l’ordre de préséance royal.

### Une vie retirée

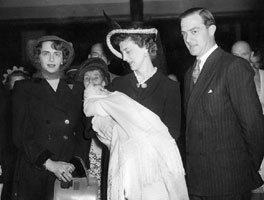
Le baptême de Paul Brandram. Sur cette photo, on peut voir, de gauche à droite, Catherine, sa cousine la princesse Marina de Kent, son fils Paul et son mari, le major Richard Brandram.

En Angleterre, Catherine mène, avec son époux, une vie relativement retirée et discrète. Moins fortunée que la plupart de ses parents, la princesse ne peut, en effet, se permettre de fréquenter assidument la Cour. Les Brandram participent, malgré tout, aux grands événements qui ponctuent la vie des familles royales auxquelles Catherine est apparentée. Dès 1947, le couple est ainsi invité au mariage de la princesse Élisabeth (future reine Élisabeth II) avec Philip Mountbatten (né prince de Grèce). Membre éminent de la communauté grecque du Royaume-Uni, Catherine est, par ailleurs, conviée à plusieurs événements organisés par la ligue anglo-hellénique,.
Le 1er avril 1948, un an jour pour jour après la mort du roi Georges II de Grèce, Catherine donne naissance à son fils unique, Paul Brandram. Quelques semaines plus tard, le 31 mai, l’enfant est baptisé et reçoit, pour parrain, le duc d’Édimbourg, représenté, pendant la cérémonie, par le major R.D. Dixon-Firth. C’est désormais autour de son fils et, plus tard, de ses petits-enfants (Sophie, née en 1981, Nicolas, né en 1982 et Alexia, née en 1985), que s’organise la vie de Catherine.

### Bataille juridique contre la Grèce

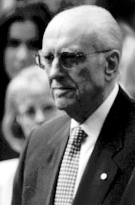
Le Premier ministre grec Andréas Papandréou.

En décembre 1967, à la suite d’un coup d’État raté contre la dictature des colonels, le roi Constantin II de Grèce et sa famille doivent quitter leur pays et partir en exil à Rome. Les biens de la famille royale sont alors confisqués, et Catherine, copropriétaire de la ferme royale de Polydendri, est touchée par la mesure comme son neveu et ses nièces. En 1974, la démocratie est restaurée à Athènes tandis qu'un référendum abolit la monarchie et donne naissance à la Troisième République hellénique. En 1979, cependant, le décret de confiscation des résidences privées de l’ancienne famille royale est aboli et les palais de Tatoï et de Mon Repos ainsi que la ferme de Polydendri sont rendus à leurs anciens propriétaires.
L’histoire se répète pourtant en 1994. À cette date, le gouvernement socialiste d’Andréas Papandréou confisque, une nouvelle fois et sans compensation, les biens de l’ancienne famille royale sous le prétexte que ceux-ci ont été acquis par les souverains grecs dans des circonstances douteuses. Concernée par la mesure aussi bien que l'ex-roi Constantin II, la reine Sophie d'Espagne et la princesse Irène, Catherine s’unit à ses neveux dans leur plainte contre la Grèce devant la Cour européenne des droits de l’homme. En novembre 2000, la Cour reconnaît le bien-fondé de leur requête et Athènes est condamnée à indemniser la princesse et sa famille. Le gouvernement socialiste fait alors appel mais le jugement est confirmé en 2002. La princesse reçoit donc, de sa patrie natale, un dédommagement de 300 000 euros,.

### Dernières années
En 1994, le major Richard Brandram meurt, à l’âge de 82 ans, des suites d’une longue maladie. Catherine, désormais veuve, voit sa santé décliner, ce qui l’oblige bientôt à se déplacer en fauteuil roulant. La princesse continue, malgré tout, à faire quelques apparitions publiques. Elle assiste ainsi au mariage de son petit-neveu le diadoque Paul de Grèce avec Marie-Chantal Miller, en 1995, et aux cérémonies qui marquent le quatre-vingtième anniversaire de son cousin, le prince Philip, en 2001.
Avec le décès de l’infante Béatrice d'Espagne en 2002, Catherine est la dernière arrière-petite-fille encore vivante de la reine Victoria. Cinq ans plus tard, la mort de la princesse fait de son cousin Carl Johan de Suède le dernier arrière-petit-enfant encore vivant de la souveraine.
La princesse Catherine est enterrée, lors d’une cérémonie privée, dans la nécropole de la famille royale de Grèce, à Tatoï, le 11 octobre 2007. Son fils et ses petits-enfants sont alors entourés de l’ex-roi Constantin II et d’une partie de sa famille, du prince et de la princesse Alexandre de Yougoslavie ainsi que du duc d’Aoste.

### Catherine et sa famille

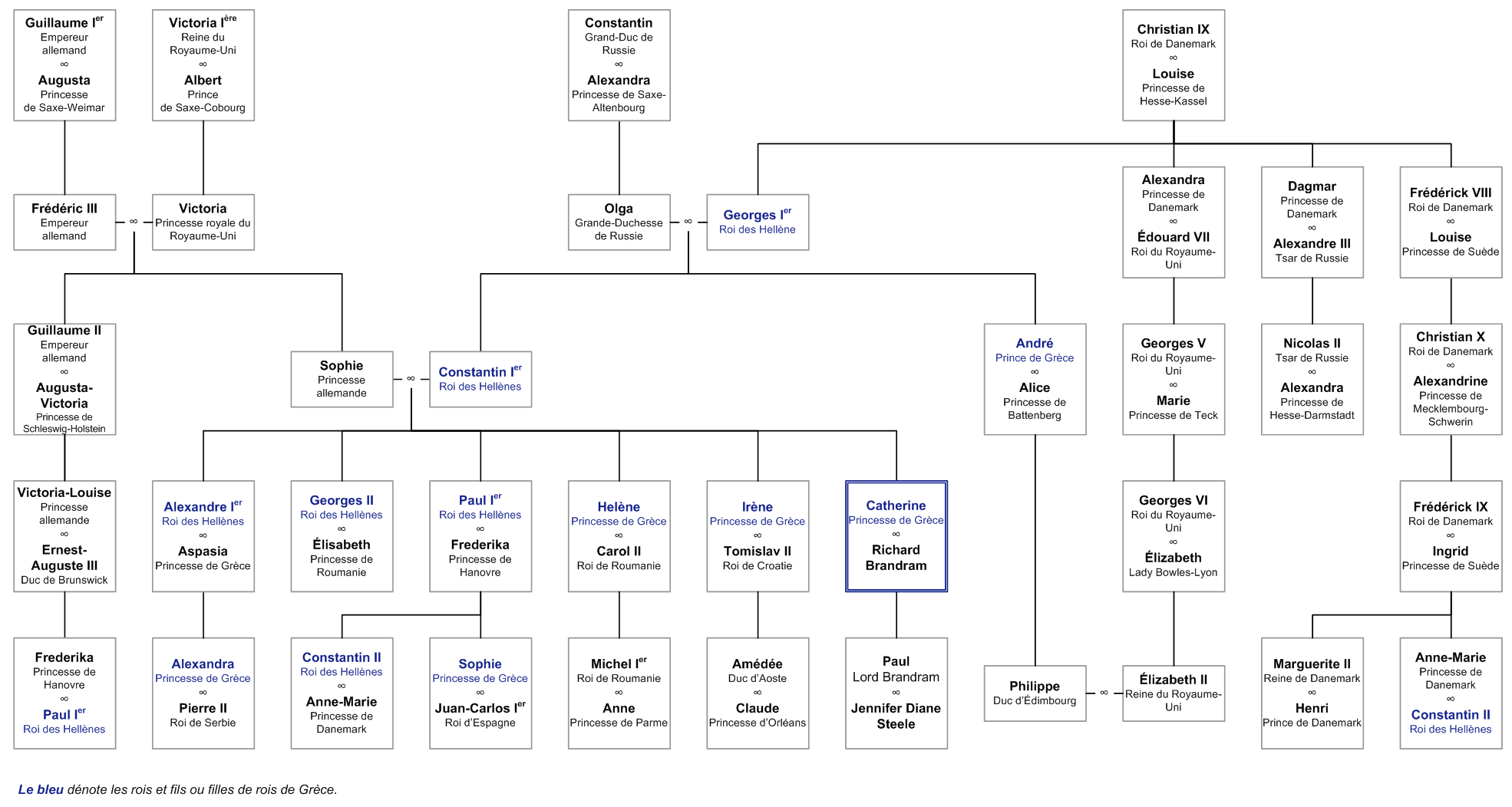
Arbre généalogique ascendant et descendant de Catherine de Grèce.

## Arbres généalogiques

### Quartiers de la princesse
|  |                                                                      |  |  |  |  |  |  |  |  |  |  |  |  |  |  |  |  |  |  |
|  | 16. Frédéric-Guillaume de Schleswig-Holstein-Sonderbourg-Glücksbourg |  |  |  |  |  |  |  |  |  |  |  |  |  |  |  |  |  |  |
|  |                                                                      |  |  |  |  |  |  |  |  |  |  |  |  |  |  |  |  |  |  |
|  |                                                                      |  |  |  |  |  |  |  |  |  |  |  |  |  |  |  |  |  |  |
|  | 8. Christian IX de Danemark                                          |  |  |  |  |  |  |  |  |  |  |  |  |  |  |  |  |  |  |
|  |                                                                      |  |  |  |  |  |  |  |  |  |  |  |  |  |  |  |  |  |  |
|  |                                                                      |  |  |  |  |  |  |  |  |  |  |  |  |  |  |  |  |  |  |
|  | 17. Louise-Caroline de Hesse-Cassel                                  |  |  |  |  |  |  |  |  |  |  |  |  |  |  |  |  |  |  |
|  |                                                                      |  |  |  |  |  |  |  |  |  |  |  |  |  |  |  |  |  |  |
|  |                                                                      |  |  |  |  |  |  |  |  |  |  |  |  |  |  |  |  |  |  |
|  | 4. Georges Ier de Grèce                                              |  |  |  |  |  |  |  |  |  |  |  |  |  |  |  |  |  |  |
|  |                                                                      |  |  |  |  |  |  |  |  |  |  |  |  |  |  |  |  |  |  |
|  |                                                                      |  |  |  |  |  |  |  |  |  |  |  |  |  |  |  |  |  |  |
|  | 18. Guillaume de Hesse-Cassel-Rumpenheim                             |  |  |  |  |  |  |  |  |  |  |  |  |  |  |  |  |  |  |
|  |                                                                      |  |  |  |  |  |  |  |  |  |  |  |  |  |  |  |  |  |  |
|  |                                                                      |  |  |  |  |  |  |  |  |  |  |  |  |  |  |  |  |  |  |
|  | 9. Louise de Hesse-Cassel                                            |  |  |  |  |  |  |  |  |  |  |  |  |  |  |  |  |  |  |
|  |                                                                      |  |  |  |  |  |  |  |  |  |  |  |  |  |  |  |  |  |  |
|  |                                                                      |  |  |  |  |  |  |  |  |  |  |  |  |  |  |  |  |  |  |
|  | 19. Louise-Charlotte de Danemark                                     |  |  |  |  |  |  |  |  |  |  |  |  |  |  |  |  |  |  |
|  |                                                                      |  |  |  |  |  |  |  |  |  |  |  |  |  |  |  |  |  |  |
|  |                                                                      |  |  |  |  |  |  |  |  |  |  |  |  |  |  |  |  |  |  |
|  | 2. Constantin Ier de Grèce                                           |  |  |  |  |  |  |  |  |  |  |  |  |  |  |  |  |  |  |
|  |                                                                      |  |  |  |  |  |  |  |  |  |  |  |  |  |  |  |  |  |  |
|  |                                                                      |  |  |  |  |  |  |  |  |  |  |  |  |  |  |  |  |  |  |
|  | 20. Nicolas Ier de Russie                                            |  |  |  |  |  |  |  |  |  |  |  |  |  |  |  |  |  |  |
|  |                                                                      |  |  |  |  |  |  |  |  |  |  |  |  |  |  |  |  |  |  |
|  |                                                                      |  |  |  |  |  |  |  |  |  |  |  |  |  |  |  |  |  |  |
|  | 10. Constantin Nikolaïevitch de Russie                               |  |  |  |  |  |  |  |  |  |  |  |  |  |  |  |  |  |  |
|  |                                                                      |  |  |  |  |  |  |  |  |  |  |  |  |  |  |  |  |  |  |
|  |                                                                      |  |  |  |  |  |  |  |  |  |  |  |  |  |  |  |  |  |  |
|  | 21. Charlotte de Prusse                                              |  |  |  |  |  |  |  |  |  |  |  |  |  |  |  |  |  |  |
|  |                                                                      |  |  |  |  |  |  |  |  |  |  |  |  |  |  |  |  |  |  |
|  |                                                                      |  |  |  |  |  |  |  |  |  |  |  |  |  |  |  |  |  |  |
|  | 5. Olga Constantinovna de Russie                                     |  |  |  |  |  |  |  |  |  |  |  |  |  |  |  |  |  |  |
|  |                                                                      |  |  |  |  |  |  |  |  |  |  |  |  |  |  |  |  |  |  |
|  |                                                                      |  |  |  |  |  |  |  |  |  |  |  |  |  |  |  |  |  |  |
|  | 22. Joseph de Saxe-Altenbourg                                        |  |  |  |  |  |  |  |  |  |  |  |  |  |  |  |  |  |  |
|  |                                                                      |  |  |  |  |  |  |  |  |  |  |  |  |  |  |  |  |  |  |
|  |                                                                      |  |  |  |  |  |  |  |  |  |  |  |  |  |  |  |  |  |  |
|  | 11. Alexandra de Saxe-Altenbourg                                     |  |  |  |  |  |  |  |  |  |  |  |  |  |  |  |  |  |  |
|  |                                                                      |  |  |  |  |  |  |  |  |  |  |  |  |  |  |  |  |  |  |
|  |                                                                      |  |  |  |  |  |  |  |  |  |  |  |  |  |  |  |  |  |  |
|  | 23. Amélie de Wurtemberg                                             |  |  |  |  |  |  |  |  |  |  |  |  |  |  |  |  |  |  |
|  |                                                                      |  |  |  |  |  |  |  |  |  |  |  |  |  |  |  |  |  |  |
|  |                                                                      |  |  |  |  |  |  |  |  |  |  |  |  |  |  |  |  |  |  |
|  | 1. Catherine de Grèce                                                |  |  |  |  |  |  |  |  |  |  |  |  |  |  |  |  |  |  |
|  |                                                                      |  |  |  |  |  |  |  |  |  |  |  |  |  |  |  |  |  |  |
|  |                                                                      |  |  |  |  |  |  |  |  |  |  |  |  |  |  |  |  |  |  |
|  | 24. Frédéric-Guillaume III de Prusse                                 |  |  |  |  |  |  |  |  |  |  |  |  |  |  |  |  |  |  |
|  |                                                                      |  |  |  |  |  |  |  |  |  |  |  |  |  |  |  |  |  |  |
|  |                                                                      |  |  |  |  |  |  |  |  |  |  |  |  |  |  |  |  |  |  |
|  | 12. Guillaume Ier d'Allemagne                                        |  |  |  |  |  |  |  |  |  |  |  |  |  |  |  |  |  |  |
|  |                                                                      |  |  |  |  |  |  |  |  |  |  |  |  |  |  |  |  |  |  |
|  |                                                                      |  |  |  |  |  |  |  |  |  |  |  |  |  |  |  |  |  |  |
|  | 25. Louise de Mecklembourg-Strelitz                                  |  |  |  |  |  |  |  |  |  |  |  |  |  |  |  |  |  |  |
|  |                                                                      |  |  |  |  |  |  |  |  |  |  |  |  |  |  |  |  |  |  |
|  |                                                                      |  |  |  |  |  |  |  |  |  |  |  |  |  |  |  |  |  |  |
|  | 6. Frédéric III d'Allemagne                                          |  |  |  |  |  |  |  |  |  |  |  |  |  |  |  |  |  |  |
|  |                                                                      |  |  |  |  |  |  |  |  |  |  |  |  |  |  |  |  |  |  |
|  |                                                                      |  |  |  |  |  |  |  |  |  |  |  |  |  |  |  |  |  |  |
|  | 26. Charles-Frédéric de Saxe-Weimar-Eisenach                         |  |  |  |  |  |  |  |  |  |  |  |  |  |  |  |  |  |  |
|  |                                                                      |  |  |  |  |  |  |  |  |  |  |  |  |  |  |  |  |  |  |
|  |                                                                      |  |  |  |  |  |  |  |  |  |  |  |  |  |  |  |  |  |  |
|  | 13. Augusta de Saxe-Weimar-Eisenach                                  |  |  |  |  |  |  |  |  |  |  |  |  |  |  |  |  |  |  |
|  |                                                                      |  |  |  |  |  |  |  |  |  |  |  |  |  |  |  |  |  |  |
|  |                                                                      |  |  |  |  |  |  |  |  |  |  |  |  |  |  |  |  |  |  |
|  | 27. Maria Pavlovna de Russie                                         |  |  |  |  |  |  |  |  |  |  |  |  |  |  |  |  |  |  |
|  |                                                                      |  |  |  |  |  |  |  |  |  |  |  |  |  |  |  |  |  |  |
|  |                                                                      |  |  |  |  |  |  |  |  |  |  |  |  |  |  |  |  |  |  |
|  | 3. Sophie de Prusse                                                  |  |  |  |  |  |  |  |  |  |  |  |  |  |  |  |  |  |  |
|  |                                                                      |  |  |  |  |  |  |  |  |  |  |  |  |  |  |  |  |  |  |
|  |                                                                      |  |  |  |  |  |  |  |  |  |  |  |  |  |  |  |  |  |  |
|  | 28. Ernest Ier de Saxe-Cobourg et Gotha                              |  |  |  |  |  |  |  |  |  |  |  |  |  |  |  |  |  |  |
|  |                                                                      |  |  |  |  |  |  |  |  |  |  |  |  |  |  |  |  |  |  |
|  |                                                                      |  |  |  |  |  |  |  |  |  |  |  |  |  |  |  |  |  |  |
|  | 14. Albert de Saxe-Cobourg-Gotha                                     |  |  |  |  |  |  |  |  |  |  |  |  |  |  |  |  |  |  |
|  |                                                                      |  |  |  |  |  |  |  |  |  |  |  |  |  |  |  |  |  |  |
|  |                                                                      |  |  |  |  |  |  |  |  |  |  |  |  |  |  |  |  |  |  |
|  | 29. Louise de Saxe-Gotha-Altenbourg                                  |  |  |  |  |  |  |  |  |  |  |  |  |  |  |  |  |  |  |
|  |                                                                      |  |  |  |  |  |  |  |  |  |  |  |  |  |  |  |  |  |  |
|  |                                                                      |  |  |  |  |  |  |  |  |  |  |  |  |  |  |  |  |  |  |
|  | 7. Victoria du Royaume-Uni                                           |  |  |  |  |  |  |  |  |  |  |  |  |  |  |  |  |  |  |
|  |                                                                      |  |  |  |  |  |  |  |  |  |  |  |  |  |  |  |  |  |  |
|  |                                                                      |  |  |  |  |  |  |  |  |  |  |  |  |  |  |  |  |  |  |
|  | 30. Édouard-Auguste de Kent                                          |  |  |  |  |  |  |  |  |  |  |  |  |  |  |  |  |  |  |
|  |                                                                      |  |  |  |  |  |  |  |  |  |  |  |  |  |  |  |  |  |  |
|  |                                                                      |  |  |  |  |  |  |  |  |  |  |  |  |  |  |  |  |  |  |
|  | 15. Victoria du Royaume-Uni                                          |  |  |  |  |  |  |  |  |  |  |  |  |  |  |  |  |  |  |
|  |                                                                      |  |  |  |  |  |  |  |  |  |  |  |  |  |  |  |  |  |  |
|  |                                                                      |  |  |  |  |  |  |  |  |  |  |  |  |  |  |  |  |  |  |
|  | 31. Victoire de Saxe-Cobourg-Saalfeld                                |  |  |  |  |  |  |  |  |  |  |  |  |  |  |  |  |  |  |
|  |                                                                      |  |  |  |  |  |  |  |  |  |  |  |  |  |  |  |  |  |  |
|  |                                                                      |  |  |  |  |  |  |  |  |  |  |  |  |  |  |  |  |  |  |

### Sur Catherine
- (en) Charlotte Zeepvat, « Little-Known Royals: Princess Katharina of Greece », Royalty Digest Quarterly, no 3,‎ 2017 (ISSN 1653-5219).

### Sur Catherine et la famille royale
- (fr) Celia Bertin, Marie Bonaparte, Paris, Perrin, 1982, 433 p. (ISBN 2-262-01602-X).
- (es) Eva Celada, Irene de Grecia : La princesa rebelde, Plaza & Janés, 2007, 274 p. (ISBN 978-84-01-30545-0 et 84-01-30545-4).
- (en) Queen Frederica of the Hellenes, A Measure of Understanding, MacMillan, 1971 (ISBN 0-333-12454-5).
- (es) Ricardo Mateos Sáinz de Medrano, La Familia de la Reina Sofía : La Dinastía griega, la Casa de Hannover y los reales primos de Europa, Madrid, La Esfera de los Libros, 2004, 573 p. (ISBN 84-9734-195-3).
- (en) John Van der Kiste, Kings of the Hellenes : The Greek Kings, 1863-1974, Sutton Publishing, 1994, 200 p. (ISBN 0-7509-2147-1).

### Ouvrages généraux
- (en) Christopher Buckley, Greece and Crete 1941, Londres, P. Efstathiadis & Sons S.A., 1984, 340 p. (ISBN 960-22-6041-6).
- (fr) Édouard Driault et Michel Lhéritier, Histoire diplomatique de la Grèce de 1821 à nos jours : La Grèce et la Grande Guerre - De la révolution turque au traité de Lausanne (1908-1923), t. V, Paris, PUF, 1926 (lire en ligne).
- (fr) Marc Terrades, Le Drame de l'hellénisme : Ion Dragoumis (1878-1920) et la question nationale en Grèce au début du XXe siècle, Paris/Budapest/Torino, L'Harmattan, coll. « Études grecques », 2005, 408 p. (ISBN 2-7475-7788-0, lire en ligne).

## Presse en ligne

### Nécrologies
- (en) « Obituaries: Lady Katherine Brandram », The Times,‎ 4 octobre 2007 (lire en ligne).
- (en) « Obituaries: Lady Katherine Brandram », The Telegraph,‎ 5 octobre 2007 (lire en ligne).
- (en) « Obituaries: Lady Katherine Brandram », The Scotsman,‎ 10 octobre 2007 (lire en ligne).
- (en) Joanne Leyland, « The Katherine Who Won't Make Headlines… », The Royalist,‎ 8 octobre 2007 (lire en ligne).

### Autres articles
- (es) Begoña Castiella, « El Estado griego tendrá que indemnizar a la Familia Real por sus propiedades », ABC,‎ 29 novembre 2002 (lire en ligne).